# Октябрьское сельское поселение (Панинский район)
Октябрьское се́льское поселе́ние — муниципальное образование в Панинском районе Воронежской области Российской Федерации.
Административный центр — посёлок Октябрьский.

## История
Законом Воронежской области от 13 апреля 2015 года № 42-ОЗ, Сергеевское и Октябрьское сельские поселения преобразованы, путём объединения, в Октябрьское сельское поселение с административным центром в посёлке Октябрьский.

## Население
| 2000  | 2005  | 2010  | 2012  | 2013  | 2014  | 2015  |
| ----- | ----- | ----- | ----- | ----- | ----- | ----- |
| 2240  | ↘2066 | ↘1757 | ↘1668 | ↘1613 | ↘1559 | ↘1529 |
| 2016  | 2017  | 2018  |       |       |       |       |
| ↗2518 | ↘2480 | ↘2428 |       |       |       |       |

## Состав сельского поселения
| №  | Населённый пункт | Тип населённого пункта          | Население |
| -- | ---------------- | ------------------------------- | --------- |
| 1  | Кировское        | посёлок                         | ↘246      |
| 2  | Новохреновое     | село                            | ↘489      |
| 3  | Октябрьский      | посёлок, административный центр | ↘806      |
| 4  | Партизан         | посёлок                         | ↘50       |
| 5  | Сергеевка        | село                            | ↘217      |
| 6  | Тойда            | посёлок                         | ↘277      |
| 7  | Тойда 1-я        | посёлок                         | ↘596      |
| 8  | Тойда 2-я        | посёлок                         | ↘82       |
| 9  | Тойденский       | посёлок                         | ↘166      |
| 10 | Шанинский        | посёлок                         | ↘16       |